# Stade de Virunga
Le stade de l'Unité de Goma est un stade polyvalent de la ville de Goma, dans la commune de Karisimbi dans le quartier Mabanga-Sud, en république démocratique du Congo.
Le stade est surtout utilisé pour abriter les matchs de football de l'équipe du DC Virunga.
En 2011, le stade a une capacité de 8 000 places. Une rénovation en 2018 porte le nombre maximum de spectateurs à 15 000 places,

## Histoire
Le dimanche 06 mai 2018, la réouverture du stade de l'unité (fermé depuis plus de 7 ans pour réhabilitation) par le vice gouverneur de province Maître Feller Lutaichirwa, le président de la ligue de football du Nord Kivu, ELDE Vakatsurwaki et en présence du vice président de la Fédération congolaise de football et associations  (FECOFA).Deux buts partout, c’est le score de parité qui a sanctionné la rencontre entre les deux équipes de Goma, le DC VIRUNGA et l’AS KABASHA à l’occasion de l’inauguration de la pelouse synthétique posée sur ce stade.

## Evénements
- 2 septembre 2024 : exposition des corps des déplacés de guerre[4]
- 10 octobre 2024 : derniers hommages aux victimes du naufrages du bateau Merdi au port de Kituku une semaine plus tôt[5].

### Accident de 2023
Le 28 septembre 2023, un soldat congolais à bord d'un véhicule à la périphérie du stade a accidentellement tiré un lance-roquettes RPG-7 sur le stade, blessant onze personnes et en tuant Jean Kahezi Moussona, joueur du FC Likonji,. Au moment de l'explosion, un match devait commencer et les joueurs du FC Goal s'entraînaient,,,.